# CVテネリフェ
クルブ・ボレイボル・テネリフェ（Club Voleibol Tenerife）は、スペイン・テネリフェ島を本拠地としていた女子バレーボールクラブ。
1981年創設。2003-04シーズンの欧州チャンピオンズリーグで初優勝した。2011年廃部。

## 主な成績
スペインリーグ
- 優勝：1992、1996、1997、1998、1999、2000、2001、2002、2004、2005

 スペインカップ
- 優勝：1991、1997、1998、1999、2000、2001、2002、2003、2004、2005

 欧州チャンピオンズリーグ
- 優勝：2004

## 歴代所属選手
- マガリ・カルバハル
- ユデルキス・バウティスタ
- マウリツィア・カッチャトーリ
- アンナバニア・メッロ
- ネスリハン・ダルネル
- ミラ・ゴルボビッチ
- スザナ・チェービッチ
- イングリッド・フィッセール
- イエレナ・パブロワ
- ミレナ・ロスネル
- エレーナ・ゴーディナ
- ロミーナ・ラマス
- バネッサ・パラシオス
- 吉澤智恵
- ローガン・トム
- ファイザ・ツァベト

## ユニフォーム
ホーム
- メインカラーのホワイトとブルー。シャツネームと背番号はブルー。

アウェイ
- サブカラーのブルー。シャツネームと背番号はホワイト。

リベロ
- 反対色を着用。